# 23. oružana gorska divizija SS-a „Kama”
23. Oružana gorska divizija SS-a „Kama” ili 23. Waffen-Gebirgs-Division der SS „Kama“ (skraćeno Kama divizija, također i hrvatska br. 2) je bila vojna jedinica u sastavu Waffen SS-a tijekom Drugog svjetskog rata. Osnovana je krajem 1944. i sastavljena od dobrovoljaca iz NDH (Hrvatske), točnije od hrvatskih anti-komunista i Volksdeutschera.
Kao i njena sestrinska formacija, dobila je ime po kratkome turskom nožu, u ovom slučaju, kratki nož pod imenom kama.

## Balkan 1944.
Kama divizija je druga hrvatska Waffen SS divizija. Nova divizija je dobila počasni naslov „Kama”. Novačenje u diviziju Kama počelo je 10. lipnja 1944., a najveći broj časnika i podčasnika bili su Nijemci. Hrvatski časnici su također iz Handžar divizije prebačeni u Kamu, uključujući i cijelu izviđačku bojnu. Ovo je bila druga hrvatska muslimanska divizija.
Zanimljivo je to da Kama nikad nije bila u veličini divizije. U rujnu 1944. divizija je imala 3 793 vojnika. Plašeći se partizanskih ometanja u obučavanju vojaka, obučno mjesto divizije bila je regija Bačka. Bačka je bila anektirana od Mađarske u travnju 1941., i bila je dovoljno odvojena od partizanskog utjecaja.
Divizija počinje djelovati u srpnju i kolovozu 1944., ali tijekom mjeseca rujna 1944. Crvena armija je napravila opasno napredovanje prema Mađarskoj i Balkanu. Obučno mjesto divizije bilo je uz vatrenu liniju. SS-FHA je pokušao opremiti diviziju za borbu, 24. rujna je bio određen kao datum s kojim divizija kreće u borbu. Stupanj obuke vojaka je i dalje bio samo osnovni, međutim, određeni datum je došao. SS-FHA uvidio je da divizija nema vremena za potpuno formiranje. Kako se Crvena armija kretala po Mađarskoj, njemački časnici odlučili su ukinuti diviziju i njezine vojnike i obučene časnike premiještali su u druge divizije. Odluka je donesena u listopadu 1944., i glavnina divizijskog sastava pomogla je u formiranju 31. dobrovoljačke SS divizije.
Hrvati muslimani divizije Kama su po zapovjedi otišli u Handžar diviziju. Neki od njih su dezertirali tijekom puta u Handžarov stožer, ali se većina javila na dužnost. Članovi divizije su uglavnom bili uključeni u novosastavljenu Nizozemsku Panzergrenadier Diviziju.
Divizija Kama je predviđena kao protu-partizanska jedinica, ali situacija u Europi prisilila je njemačko vojno vodstvo na ukidanje divizije, i divizija nikada nije do kraja formirana niti je bila u borbama.

## Divizijski sastav
- Waffen-Gebirgsjäger-Regiment der SS 55 (kroatische Nr. 3)
- Waffen-Gebirgsjäger-Regiment der SS 56 (kroatische Nr. 4)
- SS-Gebirgs-Artillerie-Regiment 23
- SS-Aufklärungs-Abteilung 23
- SS-Panzerjäger-Abteilung 23
- SS-Flak-Abteilung 23
- SS-Pionier-Bataillon 23
- SS-Gebirgs-Nachrichten-Abteilung 23
- SS-Gebirgs-Sanitäts-Abteilung
- SS-Feldersatz-Bataillon 23

## Zapovjednici
- SS Standartenführer Helmuth Raithel (1. srpnja 1944. – 28. rujna 1944.)
- SS Brigadeführer Gustav Lombard (28. rujna 1944. – 1. listopada 1944.)[1]